# 鉛管
鉛管，是用鉛製造的非鐵金屬管。鉛管具耐壓及延展性，適合在狹窄及轉彎的角落地方使用，常用於輸送水、瓦斯、酸性液體等。由於鉛管機械性能佳，在1920年代至1970年代曾廣泛用於水管上。世界各國發展較早的城市，如英國倫敦，荷蘭阿姆斯特丹、德國柏林、比利時安特衛普等，仍有一部分水管使用鉛管。臺北在2015年10月的鉛管比例為1.7％，長度157公里。

## 鉛管水質的國家標準
飲用水水質標準訂定時為考慮人體健康風險及代謝能力，標準值訂為70公斤重的成人，每天飲用2公升的水，約可承受70年之最高濃度。
| 項目       | 中華民國 Taiwan 2015 | 美國 U.S.A 2009 | 加拿大 Canada 2010 | 歐洲經濟共同組織 E.U. 1998 | 世界衛生組織 W.H.O. 2008 |
| ---------- | -------------------- | --------------- | ------------------ | -------------------------- | ------------------------ |
| 含鉛量標準 | 0.01 mg/L            | 0.015 mg/L      | 0.01 mg/L          | 0.01 mg/L                  | 0.01 mg/L                |

## 降低水中鉛方法
- 長年輸送硬水的鉛管，鉛管內壁形成一層厚厚的鈣華沉澱物，阻隔水管壁的鉛溶入水中。

美國環保署建議方法：
- 飲用前先排放，超過6小時以上未用水，如先排5～30秒即可。
- 避免取用熱水器的水來飲用、煮食及製作幼兒食品。

## 鉛之危害
- 會影響神經系統，成人及孩童。
- 會使血壓些微升高，也會引起貧血。
- 會造成腦部以及腎臟的損害。
- 懷孕中的婦女若暴露到高濃度的鉛將可能造成流產。而男性則會損害製造精子的器官。